# جان پیتی
جان پیتی (انگلیسی: John Pitti؛ زادهٔ ۲ اوت ۱۹۷۸) داور فوتبال اهل پاناما است.
وی از سال ۲۰۱۲ وارد فهرست داوران فیفا شده است.